# La Faille (Buffy)
Pour les articles homonymes, voir La Faille.
La Faille est le 7e épisode de la saison 5 de la série télévisée Buffy contre les vampires.

## Résumé
Buffy est sérieusement blessée par un vampire avec son propre pieu et n'est sauvée que par l'intervention de Riley. Buffy, qui se demande comment éviter de commettre à nouveau de telles erreurs, va trouver Spike pour qu'il lui raconte comment il a réussi à éliminer deux Tueuses. Spike accepte de coopérer. Il commence par raconter comment il a été engendré par Drusilla alors qu'il était un poète raté méprisé par tous ses pairs et comment il a appris l'existence des Tueuses et est devenu obsédé par l'idée de les combattre. Il a tué sa première en Chine à l'occasion de la révolte des Boxers en 1900. Pendant ce temps, le Scooby-gang patrouille à la place de Buffy et découvre un nid de vampires, convenant de revenir s'en occuper durant la journée. Mais Riley revient seul un peu plus tard et fait exploser une grenade dans le repaire.
Spike raconte ensuite à Buffy comment il a éliminé sa deuxième Tueuse, à New York en 1977, avant de lui révéler que chaque Tueuse est attirée par la mort et a en elle un souhait de mort. Il essaie alors de l'embrasser mais Buffy le frappe. Chez elle, sa mère lui apprend qu'elle doit aller à l'hôpital passer des tests car son état pourrait être sérieux. Spike arrive chez Buffy avec un fusil dans l'intention de la tuer mais il la trouve en train de pleurer sur la terrasse et il essaie alors maladroitement de la réconforter.

## Production
Alors que Doug Petrie écrivait un scénario centré sur le personnage de Spike, il apprit que les scénaristes d'Angel travaillaient sur une idée similaire pour le personnage de Darla. C'est ainsi, qu'après en avoir discuté, il a été décidé qu'il y aurait des liens entre les deux épisodes et qu'ils passeraient à l'antenne l'un à la suite de l'autre lors de leur première diffusion aux États-Unis. Bien que les histoires soient indépendantes, deux flashbacks, vécus à travers des points de vue différents, sont présents dans les deux épisodes : la rencontre dans la rue entre Spike et le fléau de l'Europe d'une part, et la révolte des Boxers d'autre part, où Angel réintègre brièvement le groupe pendant que Spike élimine une Tueuse de vampires.